# Sebastián Piñera
Miguel Juan Sebastián Piñera Echeñique (n. 1 decembrie 1949, Santiago de Chile, Chile – d. 6 februarie 2024, Ranco Lake⁠(d), Regiunea Los Ríos, Chile) a fost un politician chilian. A fost președinte al statului Chile între anii 2010 și 2014. Din 2018 ocupat din nou funcția de președinte până în 2022.